# Hailee Steinfeld
Hailee Steinfeld, ameriška igralka in pevka, * 11. december 1996, Tarzana, Kalifornija, Združene države Amerike.
Postala je prepoznavna po svojem nastopu v vesternu True Grit iz leta 2010, za katerega je prejela številna priznanja. Njena vloga v tem filmu ji je prinesla nominacije za oskarja, nagrado BAFTA in nagrado Screen Actors Guild.
Po nastopih v Ender's Game in Begin Again (oba 2013) je širšo prepoznavnost pridobila z vlogama v seriji filmov Pitch Perfect (2015–2017) in filmu o odraščanju The Edge of Seventeen (2016), slednjem ki ji je prinesel nominacijo za zlati globus . Njena najbolj dobičkonosna izdaja je prišla s filmom Transformers Bumblebee (2018). Steinfeld je posodila glas številnim animiranim likom, vključno z Gwen Stacy / Spider-Woman v Spider-Man: Into the Spider-Verse (2018) in Vi v Netflixovi seriji Arcane (2021–danes). Upodobila je tudi Emily Dickinson v komično-dramski seriji Apple TV+ Dickinson (2019–2021) in Kate Bishop v miniseriji Disney+ Hawkeye (2021).
Steinfeld je postala prepoznavna v glasbenem svetu po izjemni izvedbi pesmi "Flashlight" v filmu Pitch Perfect 2 (2015). Njeno nadarjenost je kmalu opazila založba Republic Records, s katero je podpisala pogodbo in izdala svoj prvi singel "Love Myself", ki je bil sprejet izjemno dobro. Sledil je njen debitantski EP Haiz (2015). Nadalje je izdajala vrsto uspešnih singlov, med njimi "Starving", "Most Girls" in "Let Me Go". Leta 2020 je izdala drugi EP z naslovom Half Written Story.

## Zgodnje življenje
Steinfeld se je rodila v soseski Tarzana v Los Angelesu v Kaliforniji kot mlajša od dveh otrok Cheri ( rojene Domasin), oblikovalke notranjih prostorov in Petra Steinfelda, osebnega trenerja.  Ima starejšega brata Griffina. Njen stric po očetovi strani je fitnes trener in igralec Jake Steinfeld, njen prastric po materini strani pa je nekdanji otroški igralec Larry Domasin.   Njena prva sestrična po materini strani, igralka True O'Brien, se je pojavila v televizijski reklami, ko je bila Steinfeldova stara osem let, kar jo je navdušilo, da je tudi ona poskusila igrati. 
Steinfeldin oče je Jud, njena mati pa kristjanka.     Njen dedek po materini strani, Ricardo Domasin, je bil napol Filipinec (iz Panglaa, Bohol )  in napol Afroameričan.  Steinfeld je odraščala v Agoura Hillsu in pozneje v Thousand Oaksu v Kaliforniji,  obiskovala je luteransko šolo Ascension, osnovno šolo Conejo in srednjo šolo Colina . Od leta 2008 do srednješolske mature junija 2015 se je šolala doma. 

## Kariera

### 2007–2015: Preboj in kritiška prepoznavnost
Steinfeld je začela igrati pri 10 letih; pojavila se je v več kratkih filmih, med drugim je igrala vlogo Talie Alden v nagrajenem She's a Fox .  Steinfeldova je bila izbrana za vlogo Mattie Ross v True Grit, ko je imela 13 let.  Film je bil mednarodno izdan decembra 2010; Richard Corliss iz revije Time je njen nastop označil za enega izmed 10 najboljših v letu 2010 in zapisal, da Steinfeldova "prinaša oroten dialog, kot da bi šlo za najlažji ljudski jezik, strmi čez slabe fante, osvaja srca. To je pravo darilo."  Kritike Rogerja Eberta, Los Angeles Timesa in Rolling Stona so bile prav tako pohvalne. Vloga je Steinfeldovi prinesla nominacijo za oskarja za najboljšo stransko igralko na 83. podelitvi oskarjev; nagrada je tisto leto pripadla Melissi Leo. Maja 2011, pet mesecev po izidu True Grit, je bila izbrana za novi obraz italijanske oblikovalske znamke Miu Miu .  